# Boris Siemionow
Boris Aleksandrowicz Siemionow (ros. Борис Александрович Семёнов, ur. 21 grudnia 1889?/2 stycznia 1890 w guberni petersburskiej, zm. 30 października 1937) – radziecki polityk, członek Biura Politycznego KC KP(b)U (1927-1931), zastępca członka KC WKP(b) (1925-1937).

## Życiorys
Skończył szkołę miejską w Tomsku, od 1907 w SDPRR(b), 1909 aresztowany i skazany na osiedlenie w guberni irkuckiej. Od 1917 sekretarz miejskiego oddziału rady związków zawodowych, później wojskowy komisarz brygady i dywizji 7 Armii, przewodniczący rejonowego trybunału rewolucyjnego w Piotrogrodzie, organizator rejonowego komitetu RKP(b) w Piotrogrodzie. Od 14 kwietnia do 3 listopada 1921 przewodniczący piotrogrodzkiej gubernialnej Czeki, 1922-1925 sekretarz przemysłowego komitetu rejonowego WKP(b), zastępca przewodniczącego trustu "Lenzołoto", zastępca kierownika wydziału organizacyjnego Komitetu Miejskiego RKP(b) w Moskwie, od grudnia 1925 do 13 września 1927 sekretarz odpowiedzialny Komitetu Okręgowego KP(b)U w Ługańsku. Od 12 grudnia 1925 do 18 stycznia 1934 członek KC KP(b)U, od 12 grudnia 1925 do 20 listopada 1927 zastępca członka, a od 29 listopada 1927 do 2 marca 1931 członek Biura Politycznego KC KP(b)U. Od 31 grudnia 1925 do 12 października 1937 zastępca członka KC WKP(b), od 5 września 1927 do września 1930 sekretarz odpowiedzialny Komitetu Okręgowego KP(b)U w Dniepropietrowsku, od 1931 do lutego 1933 II sekretarz Środkowoazjatyckiego Biura KC WKP(b). Od 3 lutego 1933 do 28 grudnia 1936 I sekretarz Krymskiego Komitetu Obwodowego WKP(b), od 22 grudnia 1936 do 16 września 1937 I sekretarz Komitetu Obwodowego WKP(b) w Stalingradzie. 15 marca 1935 odznaczony Orderem Lenina. 8 września 1937 aresztowany, następnie rozstrzelany. 1956 pośmiertnie zrehabilitowany.